# Mokra Gora

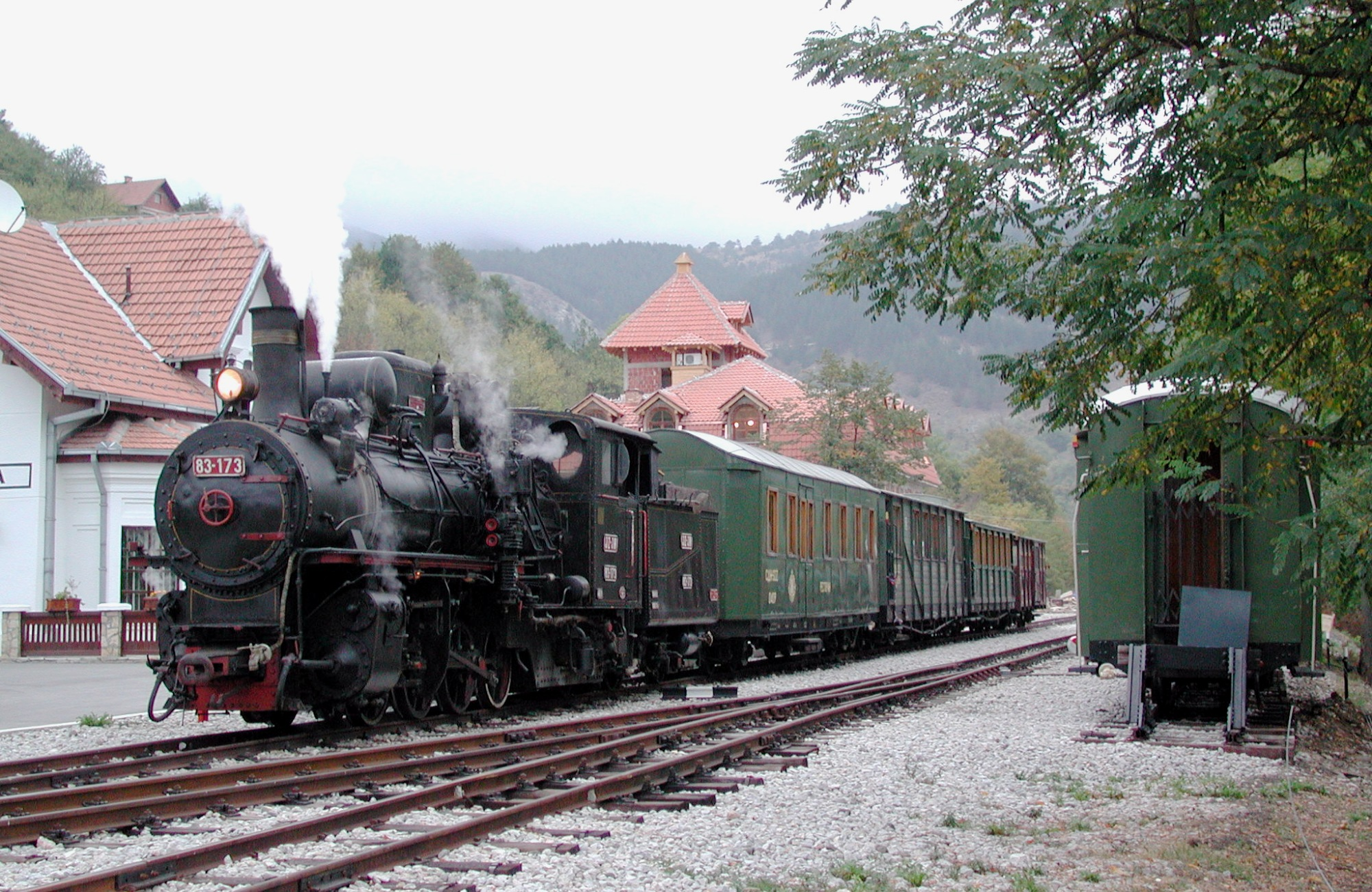
Bahnhof Mokra Gora

Mokra Gora ist ein Ort in der Opština Užice im Westen Serbiens. Der Ort liegt zwischen dem Nationalpark Tara und dem Zlatibor-Gebirge, nur wenige Kilometer von der Grenze zu Bosnien und Herzegowina entfernt. Mokra Gora hat etwa 549 Einwohner.

## Wirtschaft
Etwa die Hälfte der Einwohner ist in der Landwirtschaft beschäftigt. Daneben beschäftigt die chemische Fabrik Kotroman etwa 220 Arbeitnehmer. Mit dem Aufbau touristischer Attraktionen bildet seit etwa 2000 auch der Tourismus eine wichtige Einnahmequelle der Bewohner.

## Tourismus

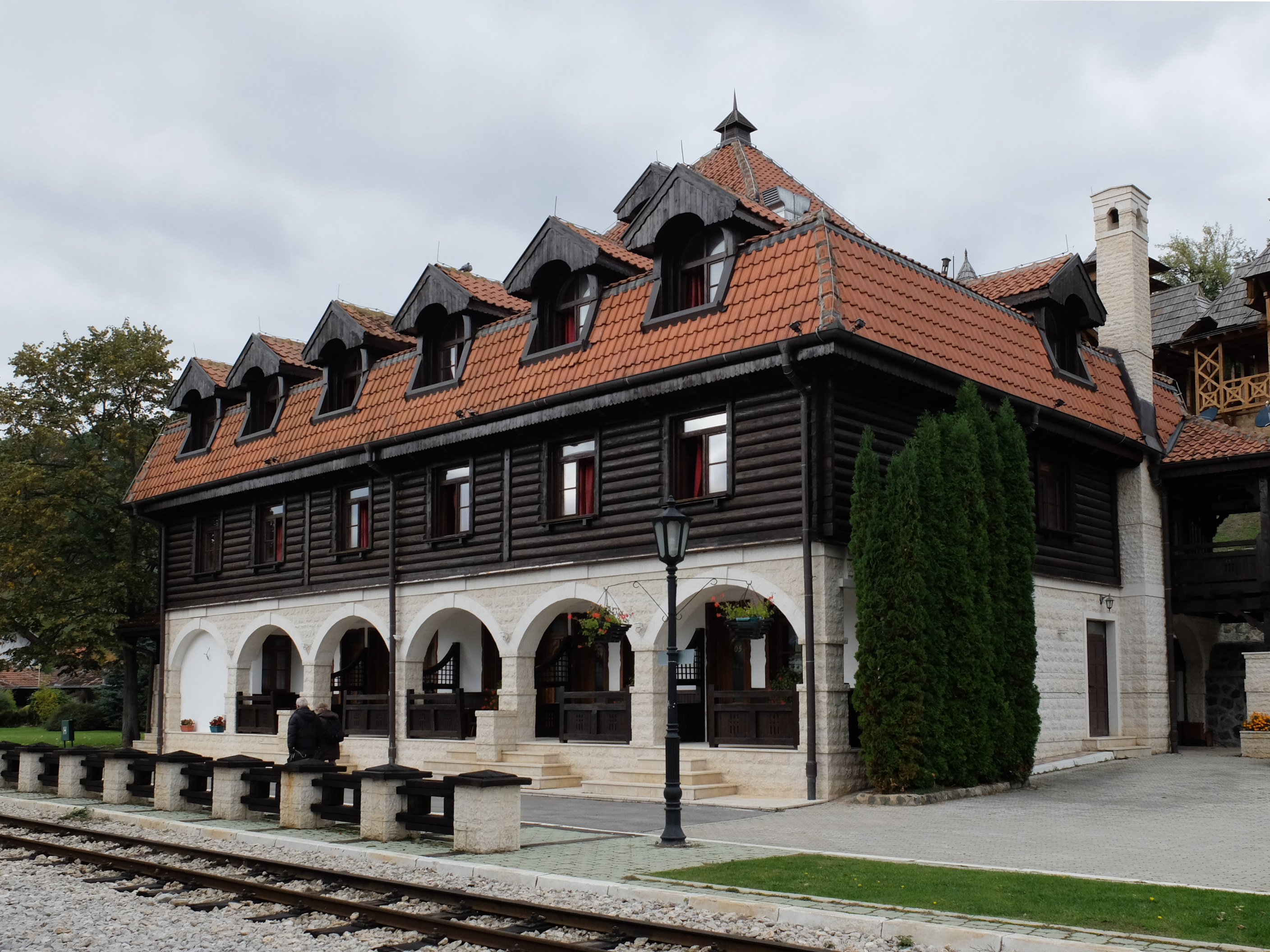
Mokra Gora (Motel am Museumsbahnhof)

Etwas oberhalb von Mokra Gora hat der Filmregisseur Emir Kusturica ein Dorf in traditioneller Bauweise unter dem Namen Küstendorf oder auch Etno selo aufgebaut. Es diente als Kulisse für seinen Film Das Leben ist ein Wunder. 
Außerdem ist der Ort Ausgangspunkt der 13,5 Kilometer langen Museumsbahnstrecke Šarganska osmica, die seit 2005 auch weiter in Richtung Višegrad verlängert wird.